# Centre-Sud (Montréal)
 (novembre 2024).
Si vous disposez d'ouvrages ou d'articles de référence ou si vous connaissez des sites web de qualité traitant du thème abordé ici, merci de compléter l'article en donnant les références utiles à sa vérifiabilité et en les liant à la section « Notes et références ».
Pour les articles homonymes, voir Centre-Sud.
Centre-Sud désigne un quartier de Montréal situé à l'est du centre-ville. Il est à peu près délimité par la rue Saint-Hubert à l'ouest, le fleuve Saint-Laurent au sud, la voie du chemin de fer du Canadien Pacifique à l'est, et la rue Sherbrooke au nord. Le Centre-Sud regroupe Le Village, lieu de convergence de la communauté LGBTQ+, le quartier Sainte-Marie et une portion du quartier Saint-Jacques, dans l'arrondissement Ville-Marie.
Les arrondissements limitrophes du Centre-Sud sont Mercier–Hochelaga-Maisonneuve à l'est et le Plateau-Mont-Royal au nord. Ses deux artères principales le traversent d'est en ouest : la rue Ontario Est et la rue Ste-Catherine Est.
On peut accéder au quartier par les stations de métro Frontenac, Papineau, Beaudry ou Berri-UQAM.

## Histoire

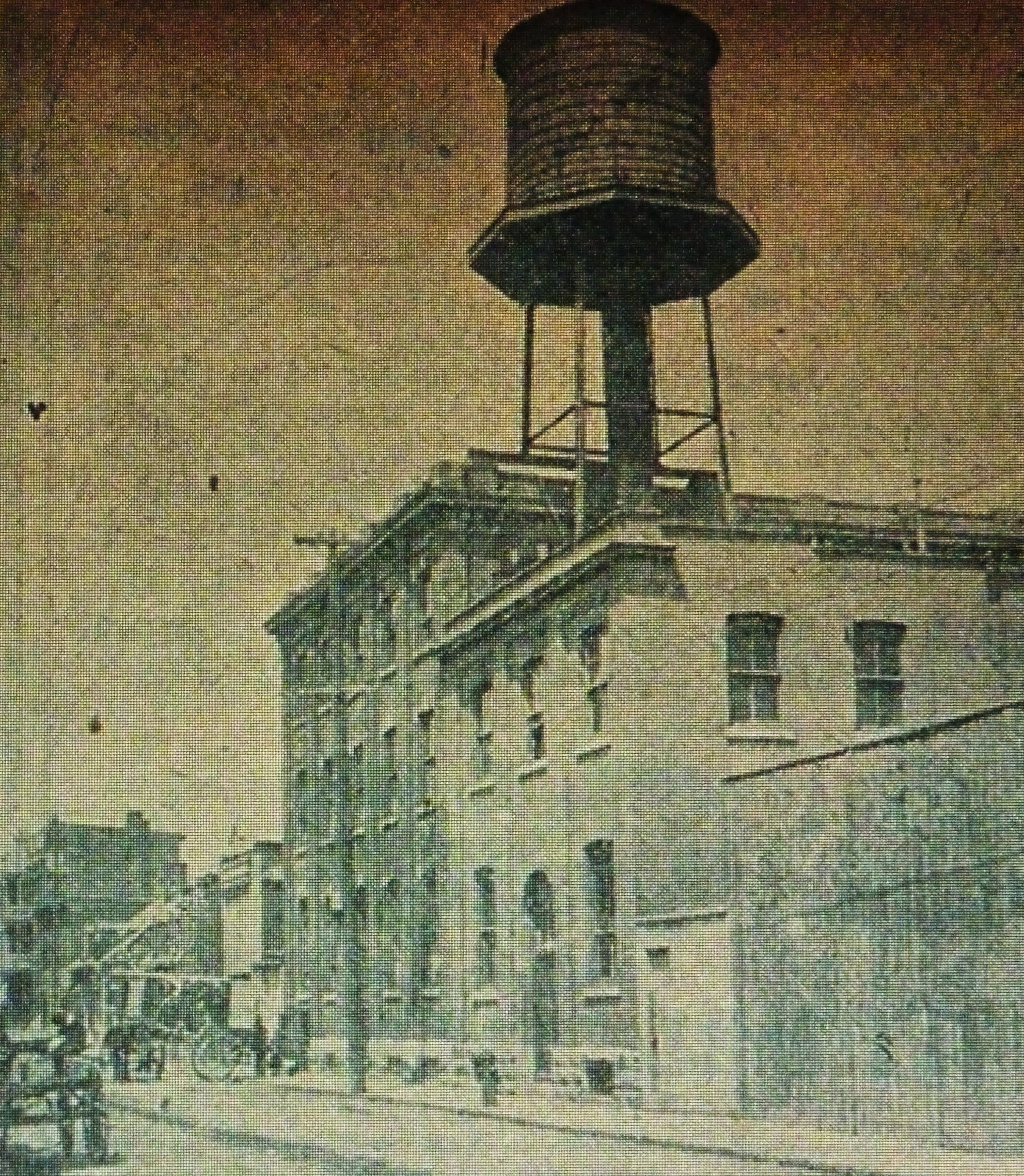
Ancienne manufacture de souliers et bottes, rue de la Visitation, 1910

Au temps de la Nouvelle-France, alors que la ville est fortifiée, un espace à l'est de ses murs se développe tranquillement et finit par prendre la dénomination de Faubourg Québec. Le site est nommé ainsi, car c'est par là que les voyageurs en provenance de Québec devaient passer pour se rendre à Montréal. C'est à cet endroit également que les rapides du courant Sainte-Marie dans le fleuve Saint-Laurent empêche les canots et les voiliers de remonter plus loin, d'où la désignation du Pied-du-Courant.
La famille Molson s'installe dans le quartier en 1782, dans une petite brasserie appartenant à Thomas Loyd. La brasserie Molson devient la plus ancienne brasserie en Amérique du Nord encore en activité.
C'est en 1824 qu'un premier bateau à vapeur parvient à franchir les rapides. La flotte de Molson contribuera au transport des passagers et du courrier.
Le chemin du Roy est devenu la rue Notre-Dame tandis que le ruisseau Saint-Martin est canalisé sous la rue Saint-Antoine. Autour de la brasserie, des habitations de prestige sont construites. Une prison, le Pied-du-Courant, est également édifiée, un peu plus à l'est.

## Désignation
On appelait autrefois le Centre-Sud « le Faubourg à m’lasse », en référence à ses usines de mélasse aux puissants effluves. Une autre expression, « Le Bas de la ville », est encore utilisée. L’appellation « Les Faubourgs », dans un esprit de revitalisation urbaine, fait aujourd’hui surface. « Terrasse Ontario » désigne quelquefois les rues résidentielles montant vers la rue Sherbrooke.

## Caractère
Un des éléments architecturaux les plus anciens du quartier est la Prison du Pied-du-Courant où furent notamment emprisonnés les rebelles patriotes (1837-1838), dont certains furent exécutés sur place (notamment Chevalier de Lorimier) et Charles Hindenlang.
Le cadre bâti ancien du quartier est surtout constitué de multiplex à trois étages datant de la fin du XIXe siècle. Parmi les éléments caractéristiques de cette typologie encore largement répandue dans les rues résidentielles, on note l’alignement sur rue, les mansardes et les traditionnelles portes cochères.
La crise économique des années 1930, doublée de conditions sanitaires difficiles pour les familles ouvrières résidant dans le quartier, a mené à la construction de bains publics (Bain Généreux, Bain Mathieu, Bain Quintal) dont la plupart ont aujourd'hui été affectés à d'autres vocations mais qui peuplent néanmoins toujours la topographie du quartier.
Dominé par la masse harmonieuse du pont Jacques-Cartier, le stock bâti de cette époque a fortement été mis à mal, entre autres par la désindustrialisation du centre de la région métropolitaine, le transfert vers l’est du Port de Montréal et les opérations urbaines lourdes, notamment celles liées à la voirie. La situation géographique du Centre-sud, à la porte du centre-ville, le place au cœur des voies de communications. Ainsi, l’élargissement du boulevard René-Lévesque, la construction de bretelles d’accès au pont Jacques-Cartier, la vocation autoroutière de la rue Notre-Dame Est, ont forcé l’expropriation de centaines de foyers et la démolition complète d’îlots. D’autres opérations d’envergure, comme l’implantation dans les années 1960 et 1970 d’immenses sièges d’institutions au caractère fonctionnaliste, ont aussi fragilisé le tissu social et bâti du quartier. De graves incendies – le quartier a été le plus sévèrement touché par la grève des pompiers de 1974 – ont laissé de nombreux terrains vacants au milieu des rangées de plexes victoriens. Ces espaces ont été transformés en «parcs de poche» ou en jardins communautaires. De nombreuses ruelles vertes, apparues à partir des années 2000 à l'initiative des résidents et d'Éco-quartier, aident à lutter contre les nombreux îlots de chaleur du quartier.
Le bunker des Rock Machine est situé au Centre-Sud de 1992 à 1997.
En parallèle, de récents projets de logements sociaux et coopératifs ainsi que plusieurs immeubles de condominiums ont vu le jour dans les dernières années et plusieurs autres sont en voie de réalisation. De nombreux terrains vacants restent toutefois à combler.

## Économie et héritage industriel

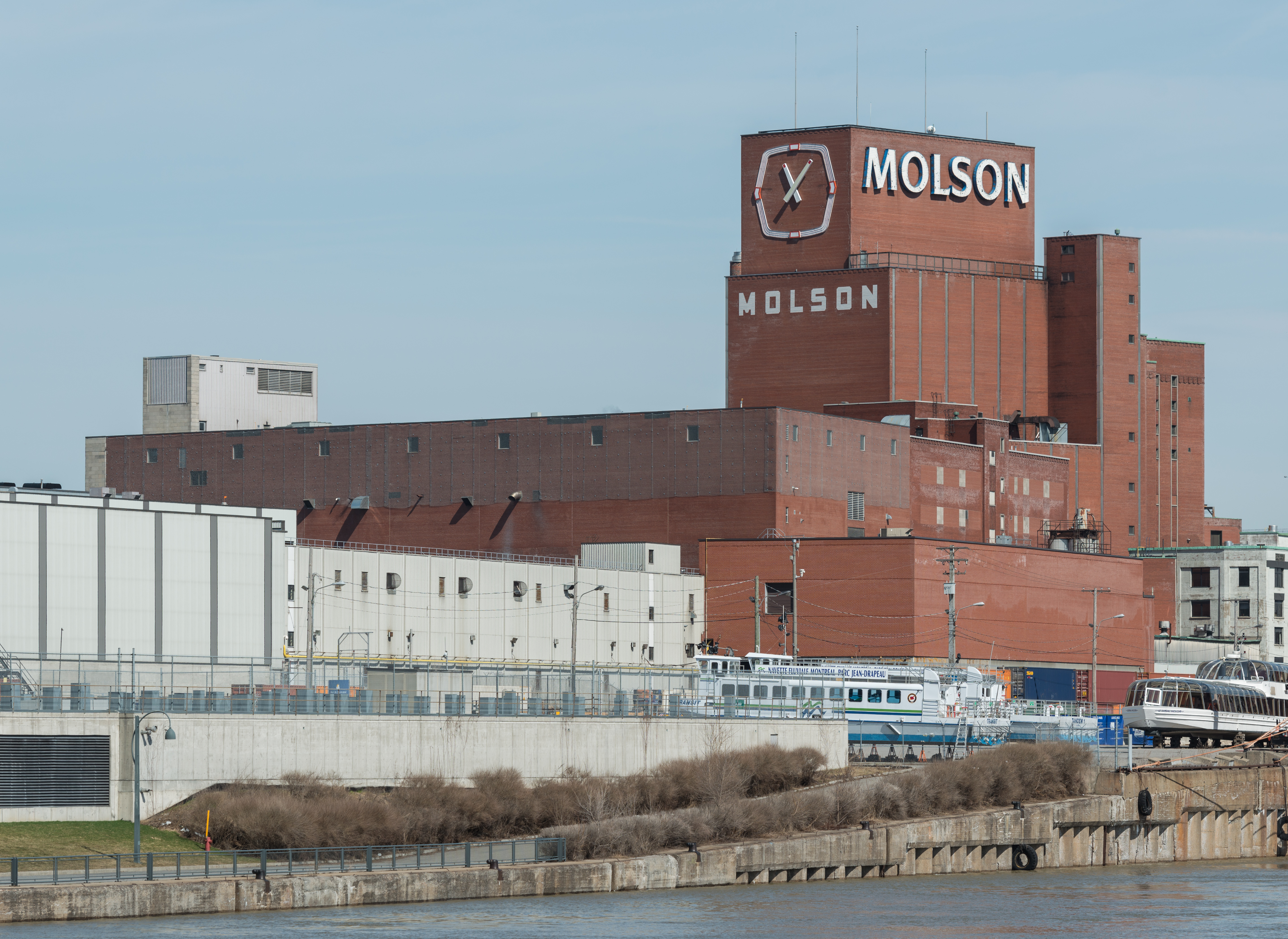
Vue du sud de l'usine Molson de Montréal (2017).

De nombreux témoins de l’âge d’or industriel subsistent dans le cadre bâti. Certains demeurent condamnés, tandis que d’autres ont été réaffectés à de nouveaux usages. Par exemple, une partie des installations de l’ancienne usine Molson a été démolie pour laisser place au développement du Quartier de la Molson, un projet immobilier. D’autres, comme l’usine Grover, ont été recyclés en ateliers pour artistes — musiciens, plasticiens, concepteurs de décors et de costumes, etc.
En plus des grands réseaux de radio et de télévision, les sièges de grandes institutions se greffent au quartier : la Sûreté du Québec, Énergir (Gaz Métropolitain), la Confédération des syndicats nationaux, la Société des alcools du Québec et les bureaux montréalais du ministère de l’Éducation du Québec.

### Cité des ondes

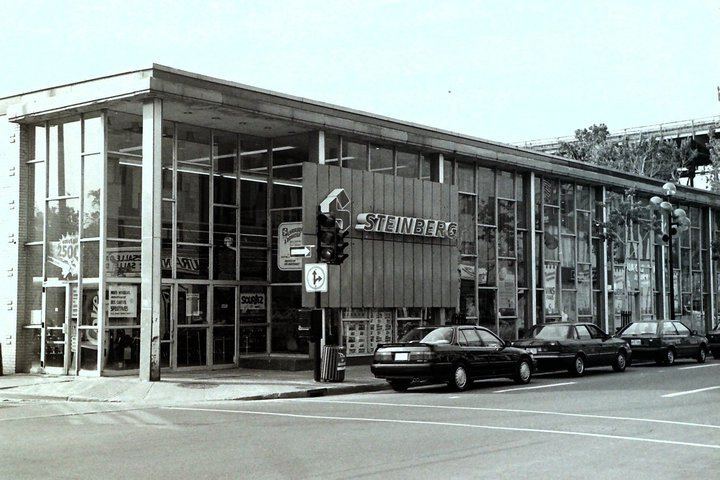
Un magasin emblématique de l’époque où le quartier était surnommé la "Cité des Ondes", aujourd'hui intégré au Village.

Le projet de « Cité des ondes » mis de l'avant par l'administration Drapeau concentre
trois des quatre grands réseaux de télévision francophone du Québec : 
- le Réseau TVA ;
- la Société Radio-Canada ;
- Télé-Québec, ont leur siège dans le Centre-Sud.

La Cité des ondes est à l'origine de cette concentration, à laquelle s'ajoutent de nombreuses autres chaînes télévisées et radiophoniques.

## Enjeux sociaux
Le Centre-Sud est un quartier populaire à forte population défavorisée et aux écarts de revenus très importants. Ses origines ouvrières, sa proximité du centre-ville, la gentrification soutenue des quartiers adjacents et les nombreuses fractures urbanistiques infligées à son tissu urbain depuis les années 1950 en font l'un des quartiers les plus sensibles et complexes de Montréal. Sur la rue Ontario se trouve l'un des organismes les plus célèbres, « Dans la rue », qui a été fondé par le père Emmett Johns, surnommé Pops.

## Culture
La présence des artistes est un élément important de l’identité du quartier. Elle est due, en plus de l’importante friche industrielle qui se prête parfaitement aux pratiques artistiques, au relatif faible coût des loyers et à la présence de nombreuses institutions culturelles et médiatiques. En plus des grands réseaux de radio et de télévision qui y ont leur siège, de nombreux théâtres et espaces de diffusion sont présents dans le quartier.

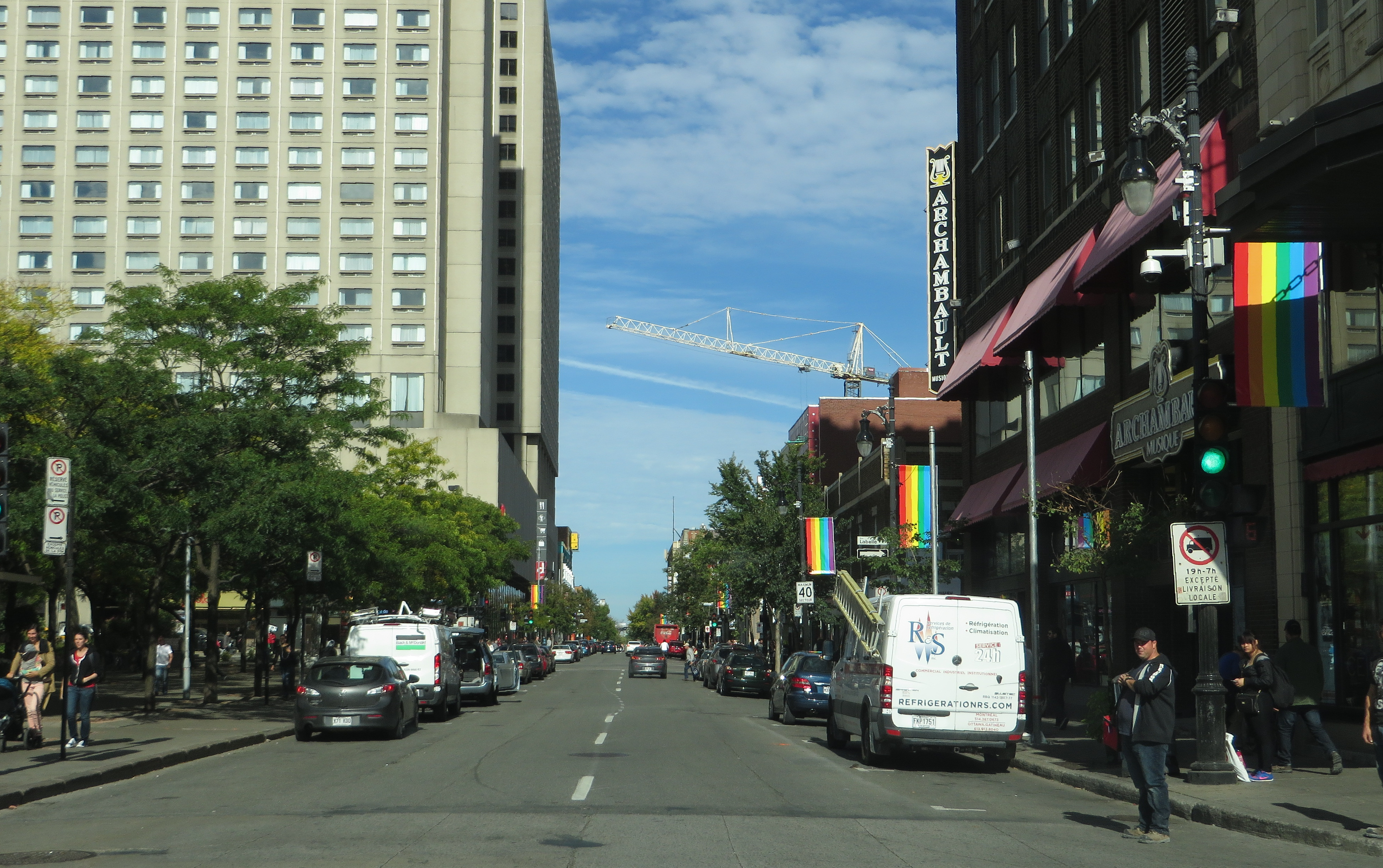
Le Village gai de Montréal, situé principalement sur la rue Sainte-Catherine Est dans l’arrondissement Ville-Marie, est le plus grand village gai d’Amérique du Nord.

Le district St-Jacques, portion ouest du Centre-Sud, abrite le Village gai de Montréal, l’un des plus importants au monde. Il s’agit à la fois d’un quartier très animé, d’un pôle important de commerces, restaurants, cafés, bars et boîtes de nuit et d’une destination touristique d’importance.
Une murale représentant Denis Vanier, illustrissime poète québécois, est présente dans le quartier (sur la rue Panet en face du Centre St-Pierre).
De nombreuses mosaïques réalisées par l'artiste Laurent Gascon jalonnent la rue Ontario. Elles rendent hommage à Paul Buissonneau et La Roulotte, Raymond Lévesque, Marjo, Vittorio, Robert Gravel et la Ligue nationale d'improvisation, ainsi que Pauline Julien, Plume Latraverse et Yvon Deschamps.
L'Écomusée du fier monde(anciennement le Bain Généreux) est une institution muséale qui se trouve dans le Centre-Sud et qui parle de l'histoire de ce quartier.

### Lieux de création et de diffusion

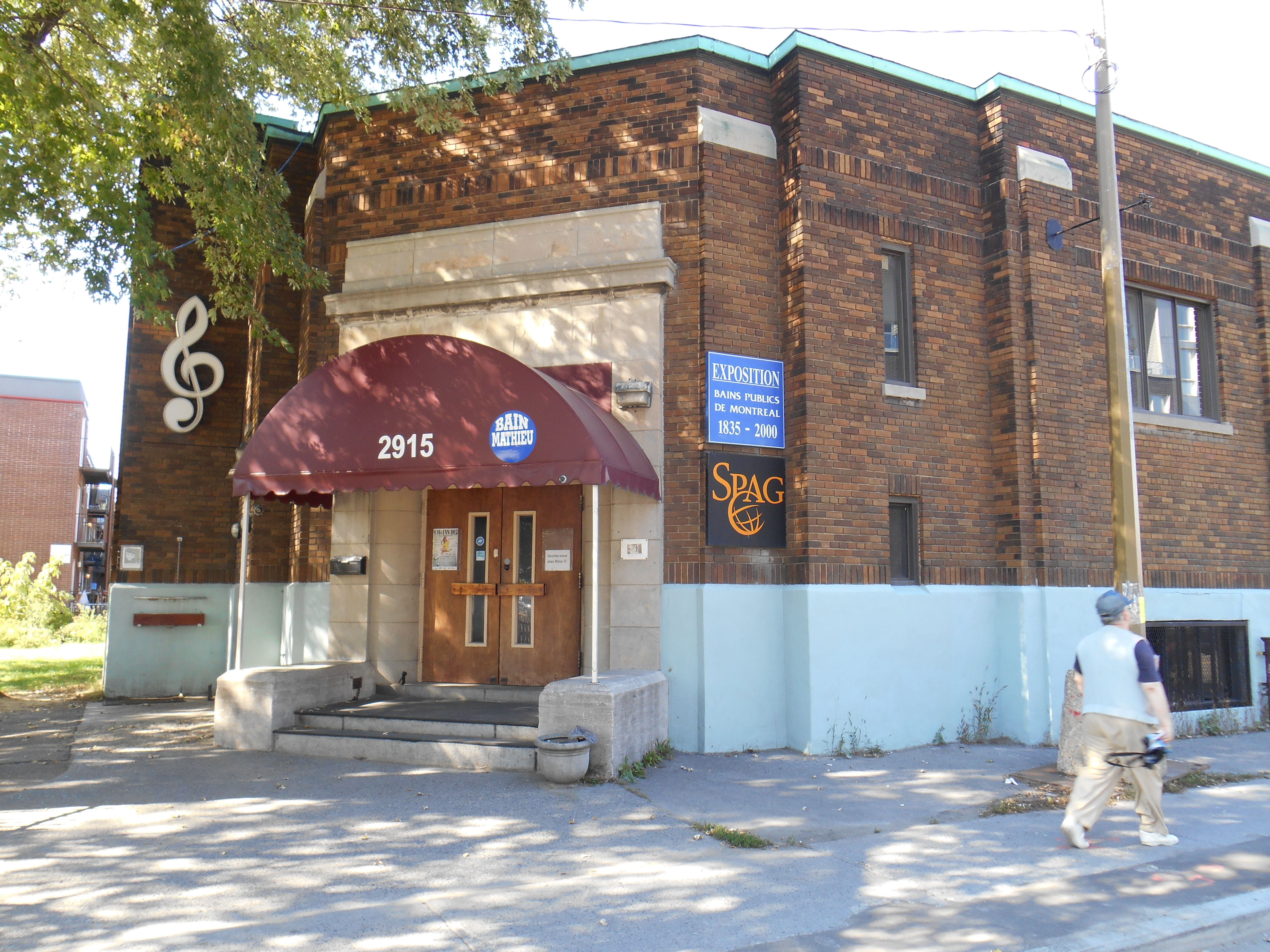
Le Bain Mathieu, construit en 1931, est un ancien bain public de Montréal, situé au 2915, rue Ontario Est.

Montréal regorge de lieux culturels et artistiques qui enrichissent la scène locale. Parmi eux, on trouve des endroits emblématiques comme le Bain Mathieu, où l'histoire et la culture se rencontrent dans un cadre unique. Le Café Touski offre quant à lui un espace chaleureux où l'art et la convivialité se marient autour d'une bonne tasse de café. Pour une plongée dans le passé ouvrier de la ville, l'Écomusée du fier monde offre des expositions fascinantes et éducatives.

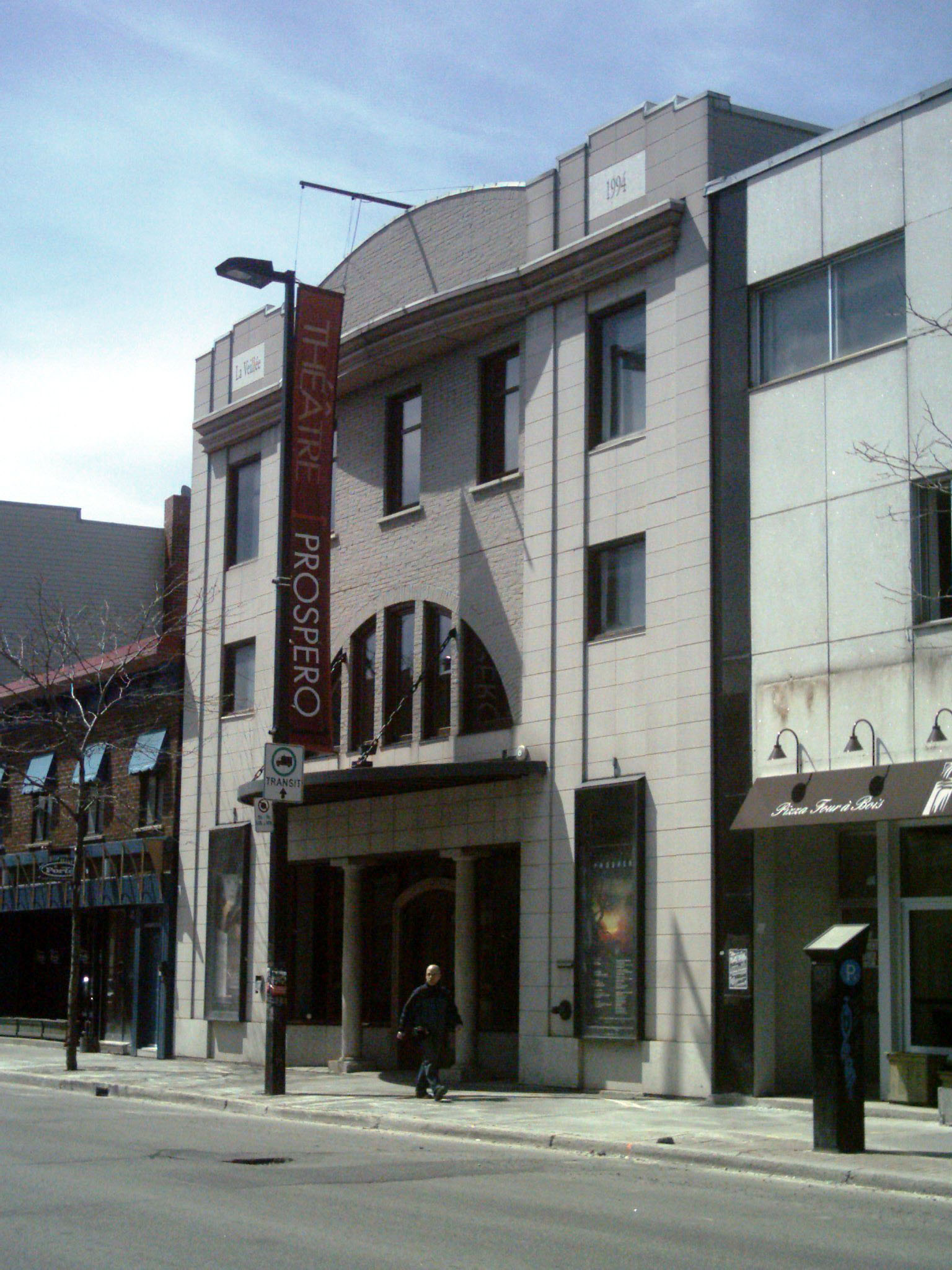
Le théâtre Prospero à Montréal (2010).

Les amateurs de théâtre et de spectacles ont l'embarras du choix avec des lieux tels que l'Espace libre, le Lion d'or, l'Olympia, et la Maison de la culture Janine-Sutto, chacun offrant une programmation riche et diversifiée. Le Théâtre National et le Théâtre Prospero sont des institutions où la créativité et l'innovation théâtrale sont à l'honneur, tandis que le Théâtre Ste-Catherine est un lieu incontournable pour son ambiance décontractée et ses spectacles dynamiques.
Pour les amateurs de danse contemporaine, Circuit-Est centre chorégraphique est une référence, tout comme l'Usine C et la Compagnie Carbone 14, qui allient performances artistiques et expériences sensorielles uniques. L'Usine Grover et le Chat des Artistes complètent cette liste avec leurs espaces dédiés à la création et à la musique live, tandis que la Boîte à musique et Cité 2000 offrent des alternatives audacieuses pour découvrir de nouveaux talents musicaux et artistiques à Montréal.

### Associations artistiques
Coopérative Lezarts | dare-dare | Farine Orpheline | Groupe de la Veillée | Société pour promouvoir les arts gigantesques (SPAG) | Mtl en Arts | Sauvons l'Usine | Jeunesse Cosmique | École nationale de l'humour